# یواس‌اس وساویوس (۱۸۴۶)
یواس‌اس وساویوس (۱۸۴۶) (به انگلیسی: USS Vesuvius (1846)) یک کشتی بود که طول آن ۹۷ فوت ۰ اینچ (۲۹٫۵۷ متر) بود. این کشتی در سال ۱۸۴۵ ساخته شد.